# Hapoel Petach Tikwa
Hapoel Petach Tikwa (auch Hapoel Petah-Tikva) ist ein 1934 gegründeter israelischer Fußballverein. Der in Petach Tikwa beheimatete Club ist der israelischen Arbeiterbewegung (→ Histadrut) entsprungen. Das Wort „Hapoel“ bedeutet [der] Arbeiter.

## Geschichte
Hapoel Petach Tikwa war in der Vergangenheit oft eine dominierende Kraft in der Ligat ha’Al, der ersten israelischen Liga. Erstmals stieg der Verein 1976 aus der ersten Liga ab, kehrte aber bereits 1978 wieder zurück. 1982 folgte ein weiterer Abstieg für zwei Jahre. Nach der Saison 2006/07 belegte die Mannschaft erneut den letzten Tabellenplatz und stieg in die zweite Liga ab. Nach dem direkten Wiederaufstieg 2008 konnte sich die Mannschaft in der Spielzeit 2008/09 als Zehnter in der höchsten Spielklasse halten, stieg jedoch 2012 wieder ab.
Schmuel Rosenthal, der von 1965 bis 1972 sowie 1973 bis 1976 für Hapoel Petach Tikwa spielte, wurde 1972, als er sich Borussia Mönchengladbach anschloss, der erste israelische Fußballspieler der von einem professionellen europäischen Verein verpflichtet wurde.

## Erfolge
- Israelische Meisterschaft: 1954, 1959, 1960, 1961, 1962, 1963
- Israelischer Fußballpokal: 1957, 1992
- Israelischer Ligapokal: 1986, 1990, 1991, 2005
- Zudem nahm Hapoel Petach Tikwa zweimal am Wettbewerb um den UEFA-Pokal teil.

## Trainer
- Avram Grant (1972–1986) Jugendtrainer, (1986–1991) Trainer